# Молитва за Україну

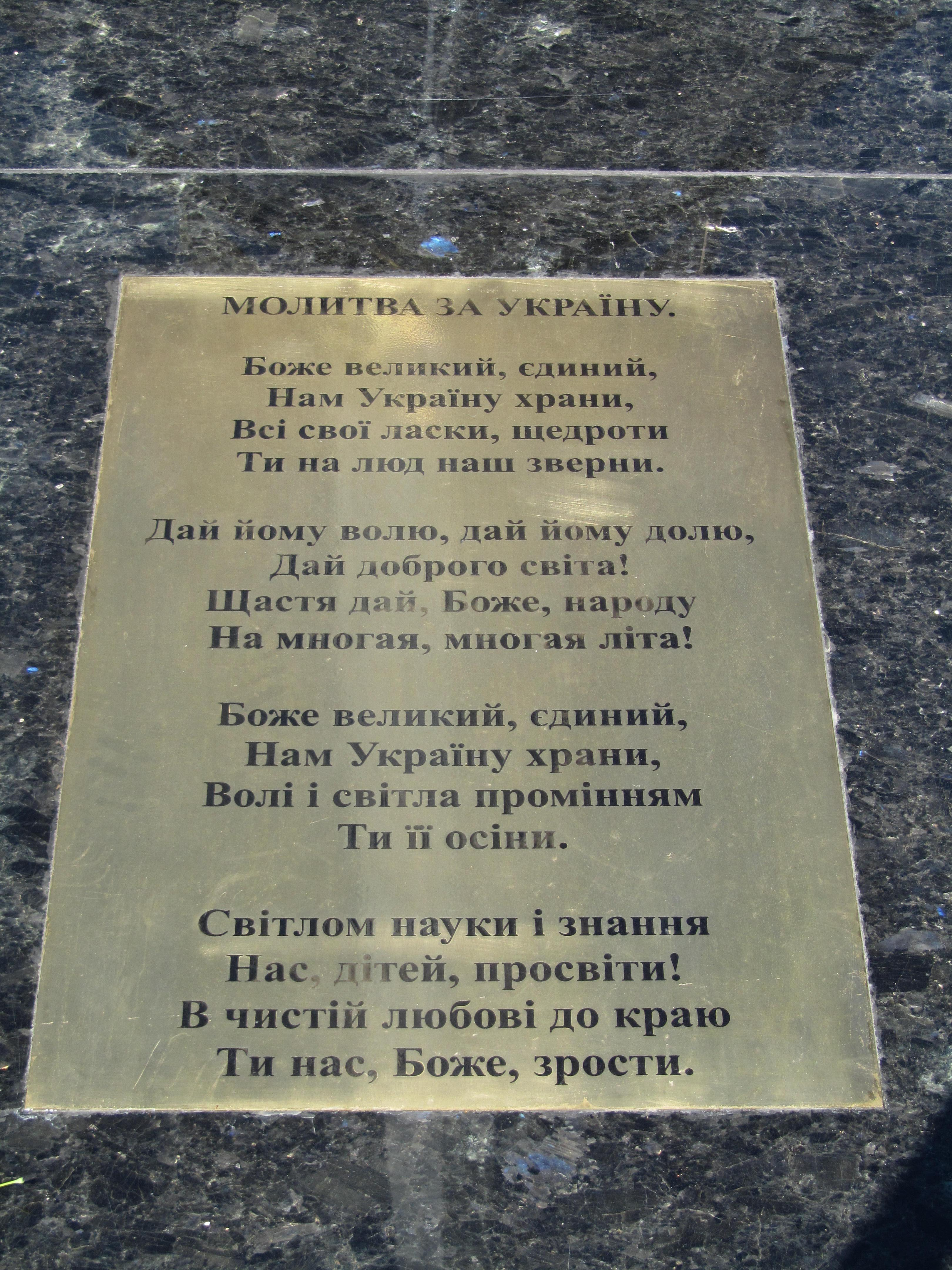
Слова Молитви за Україну на постаменті, Зміїв, Харківська область

«Молитва за Україну» — урочиста пісня, відома також під назвою «Боже великий, єдиний, нам Україну храни» або як духовний гімн України. Написана в 1885 році. Автор музики Микола Лисенко, слів Олександр Кониський. Відомі аранжування Віктора Матюка, Кирила Стеценка та Олександра Кошиця.
У деяких громадах православних та католицьких церков України існує традиція співати «Молитву за Україну» після відправи, зазвичай зі словами «Світлом Христової правди» замість рядка «Світлом науки і знання».

## Історія
Історію появи гімну досліджує львівський професор Роман Кирчів з листування галицького літератора і громадського діяча Павла Кирчіва з Іваном Франком та його брата Богдана Кирчіва з Олександром Кониським. Стало відомо, що Павло Кирчів ще студентом духовної семінарії познайомився з Кониським. Сталося це 1884 року, коли письменник був у Львові й виступав перед студентами. По якомусь часі семінаристи зібрались видати збірник народних та авторських пісень. 26 січня 1885 р. Б. Кирчів написав листа О. Кониському, прохаючи його надіслати до збірника власні й Лисенкові твори. Цей лист став історичним поштовхом, що об'єднав творчий потенціал друзів і сподвижників М. Лисенка й О. Кониського.
Вже 26 березня 1885 О. Кониський повідомив Б. Кирчіва:
|  | На сей раз маю до Вас ось яку просьбу, я написав «Молитву» руських дітей, а М. Лисенко завів її на ноти і придбав дуже хорошу музику, котра дуже усім сподобалась. На лихо, у нас не можна її надрукувати, а, на нашу думку, варто було б той гімн розповсюдити і в селах, і в школах Галичини. Тим-то я післав «Молитву» з нотами до високоповажного Володимира Шухевича, просячи його поради, як би то надрукувати, щоби «Молитва» була надрукована ще в Маї. Хотів би знати думку Шухевича, Вахнянина та інших композиторів, жду Вашої відповіді. Ваш щирий Перебендя |

Шухевич незадовго відповів:
|  | Твір прекрасний, але для дітей трудний. Я і Вахнянин пробували вчити зі своїми учнями, але трудно. |

Він просив передати Лисенку, щоб зробив полегшений, а як ні, то і так піде. Лисенко не зважив на «регіональні побажання». І вже 29 травня 1885 р. В. Шухевич повідомляє: «„Молитву“ передав для літографа, скоро буде готова, повідомлю Вас».
Отже, можна датувати єдиний лисенківський релігійний твір на авторський текст лютим-березнем 1885 р. Тоді «Молитва» набула широкої популярності в Галичині та поза нею.
По смерті М. Лисенка з'являються нові хорові версії твору, іноді ще зі змінами тексту. М. Юрченко подає у виданні «Микола Лисенко. Релігійні твори» три з них, найвідоміші, з різними текстовими варіантами: аранжування В. Матюка (1907), К. Стеценка та О. Кошиця (1910-ті). Остання набула найбільшого поширення. Нині твір офіційно визнано духовним гімном України на рівні з державним.

## Текст
| Дитячий гімн Автограф М. В. Лисенка Боже великий, єдиний, Русь-Україну храни, Волі і світу промінням Ти її осіни. Світлом науки і знання Нас, дітей, просвіти, В чистій любові до краю, Ти нас, Боже, зрости. Молимось, Боже єдиний, Русь-Україну храни, Всі свої ласки-щедроти Ти на люд наш зверни. Дай йому волю, дай йому долю, Дай доброго світа, Щастя дай, Боже, народу І многая, многая літа. | Молитва за Україну Редакція К. Г. Стеценка Боже великий, єдиний, Нашу Вкраїну храни, Волі і світу промінням Ти її осіни. Світлом науки і знання Нас, дітей, просвіти, В чистій любові до краю, Ти нас, Боже, зрости. Молимось, Боже єдиний, Нашу Вкраїну храни, Всі свої ласки-щедроти Ти на люд наш зверни. Дай йому волю, дай йому долю, Дай доброго світу, Щастя дай, Боже, народу І многая, многая літа. | Молитва за Україну Редакція О. А. Кошиця Боже великий, єдиний, Нам Україну храни, Волі і світу промінням Ти її осіни. Світлом науки і знання Нас, дітей, просвіти, В чистій любові до краю, Ти нас, Боже, зрости. Молимось, Боже єдиний, Нам Україну храни, Всі свої ласки-щедроти Ти на люд наш зверни. Дай йому волю, дай йому долю, Дай доброго світу, Щастя дай, Боже, народу І многая, многая літа. |

## Ноти

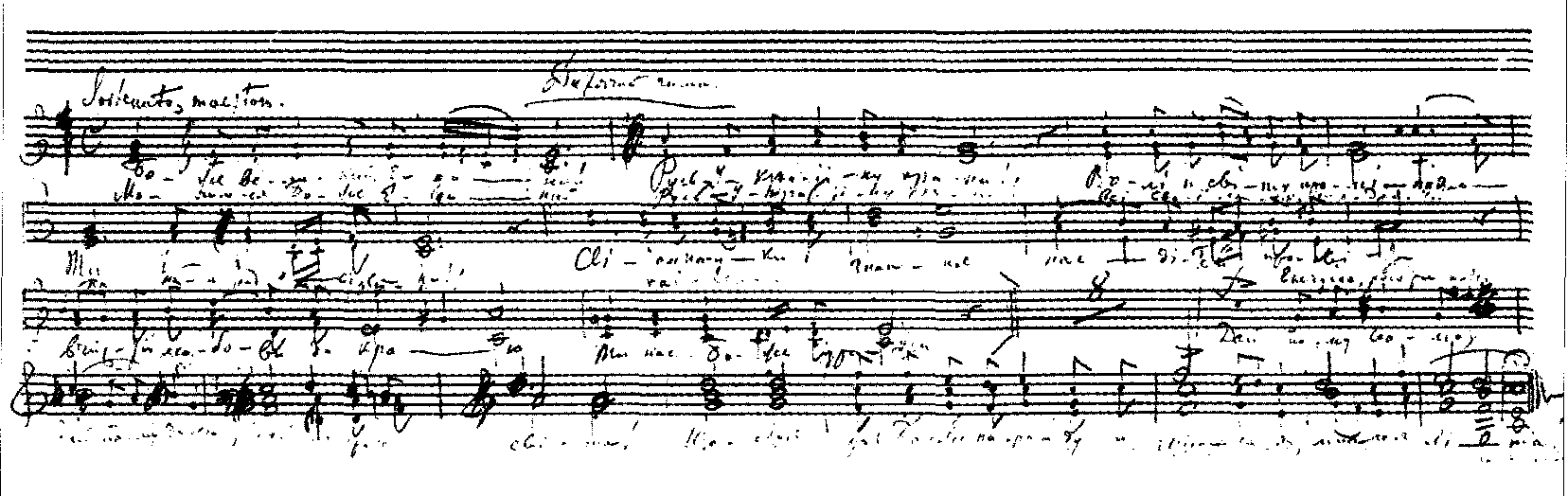
Автограф молитви М. Лисенка

|  |  |